# Coppa Agostoni 1967
La Coppa Agostoni 1967, ventunesima edizione della corsa, si svolse il 18 ottobre 1967 su un percorso di 230 km. La vittoria fu appannaggio dell'italiano Franco Bitossi, che completò il percorso in 6h01'20", precedendo il francese Bernard Guyot ed il connazionale Michele Dancelli.
Sul traguardo di Lissone 48 ciclisti, su 108 partiti dalla medesima località, portarono a termine la competizione. 

## Ordine d'arrivo (Top 10)
| Pos. | Corridore         | Squadra                  | Tempo    |
| ---- | ----------------- | ------------------------ | -------- |
| 1    | Franco Bitossi    | Filotex                  | 6h01'20" |
| 2    | Bernard Guyot     | Pelforth-Sauvage-Lejeune | s.t.     |
| 3    | Michele Dancelli  | Vittadello               | s.t.     |
| 4    | Mario Anni        | Molteni                  | s.t.     |
| 5    | Adriano Passuello | Molteni                  | s.t.     |
| 6    | André Zimmermann  | Peugeot-BP-Michelin      | s.t.     |
| 7    | Raymond Poulidor  | Mercier-BP-Hutchinson    | s.t.     |
| 8    | Jean Dumont       | Peugeot-BP-Michelin      | s.t.     |
| 9    | Ferdinand Bracke  | Peugeot-BP-Michelin      | s.t.     |
| 10   | Wladimiro Panizza | Vittadello               | s.t.     |